# Tilmann Krieg
Pour les articles homonymes, voir Krieg (homonymie).
Tilmann Krieg, né le 29 mai 1954 à Stuttgart, en Allemagne, est un artiste et photographe allemand.

## Biographie
Après une formation de photographe, il étudie la communication visuelle à l’université des sciences appliquées de Düsseldorf et obtient son diplôme de design en 1981. Il étudie ensuite à l’École supérieure des arts décoratifs de Strasbourg auprès de Sarkis. 
Il présente alors des expositions de dessins, peintures et gravures, mais il se détourne rapidement de la peinture classique pour développer un mode d’expression original : la photographie picturale, allant parfois jusqu’à la limite de l’abstraction. Le concept de base de son travail est la représentation de la dimension du temps en images et des traces du mouvement de l'instantané. 
Les premières publications des photographies de Krieg utilisant la lumière et le temps datent de 1999, aux débuts de la photographie numérique. Par la suite, Krieg a travaillé en Amérique du Nord, au Brésil, en Éthiopie, au Maroc, en Corée du Sud et en Chine.  

## Œuvre
La dimension picturale des œuvres de Krieg situe son travail au croisement entre la peinture et la photographie, privilégiant l'idée de séquences de film figées plutôt que de prises de vue instantanées. L'artiste développe son propre langage visuel et une technique inhabituelle de photographie. La plupart de ses œuvres sont développées en grand format, directement sur l’acier, le cuivre ou l’aluminium, ou encore sur des pellicules transparentes flottant dans l'espace, se détachant de la photographie classique. 
Ses thèmes de prédilection sont les populations et la vie urbaine, qui reviennent dans des cycles thématiques. On retrouve notamment dans la série « Metro », une réflexion autour des symboles du voyage et de la circulation sanguine au cœur de la ville moderne.
Depuis 2007, les installations photographiques et les projections prennent plus de place dans le travail de Krieg. Les œuvres comme Cores, Sua vida, Metro - east-west line, Bilderwelten sont présentées à l'occasion de concerts. L'artiste participe à des expositions individuelles et collectives en Chine, en Corée, en Allemagne, en France, au Brésil, aux États-Unis, en Éthiopie, en Suisse et en Autriche, et il réalise plusieurs projets sur invitation du Goethe-Institut à Paris, Los Angeles, Salvador de Bahia, Addis-Abeba et Francfort. 
En 2008, Tilmann Krieg reçoit le prix de la photographie du Salon international de l'art à Séoul (KIAF). A l'été 2010, il fait partie des artistes internationaux invités par la ville et la société des beaux-arts de Suwon (Corée du Sud) pour la réalisation d’une installation dans l’environnement du patrimoine mondial de la ville. (Projet: Haengungdong People). 
En 2015, Krieg créée la symphonie visuelle "METROPOLIS" à l’église St. Johannes Nepomuk de Kehl (Allemagne), une œuvre en douze mouvements mêlant musique, collages sonores et projections d’images sur la totalité du bâtiment.

## Expositions
- 1981 : Galerie Hermannstr.8, Brühl, Allemagne
- 1984 : Galerie Die schwarze Treppe, Haigerloch, Allemagne
- 1985 : Städtische Galerie, Kehl, Allemagne
- 1986 : Galerie Doris Hölder, Ravensburg, Allemagne
- 2000 : tomorrow I´ll be better, Stadtmuseum am Markt, Schiltach, Allemagne
- 2000 : Bilder aus Amerika, Städtische Galerie im Friedrichsbau, Bühl, Allemagne
- 2003 : Pura luz, um olhar objetivo, Goethe Institut, Salvador Bahia, Brasilien
- 2005 : Portraits aus Bahia, Grimmelshausen Museum, Renchen, Allemagne
- 2005 : Moro num pais tropical, Staatliches Museum am Friedrichsplatz, Karlsruhe, Allemagne
- 2005 : Galerie Doris Hölder, Ravensburg, Allemagne
- 2005 : Galerie Signum, Heidelberg, Allemagne
- 2007 : Walter Bischoff Galerie, Berlin, Allemagne
- 2007 : Ethiopian Experiences, Goethe Universität Frankfurt / Main, Allemagne
- 2008 : Ethiopia with different eyes, Goethe Institut Addis Abeba, Éthiopie
- 2009 : Passagen, Villa Haiss - Museum für zeitgenössische Kunst, Zell a.H., Allemagne
- 2009 : Uo-Ri, Museum for contemporary art - PakYoung Gallery, Seoul, South-Korea
- 2009 : Ethiopia with different eyes, Goethe Institut Frankfurt / Main, Allemagne
- 2010 : Gallery Gala, Seoul, Corée du Sud
- 2010 : spacenoon gallery, Suwon, Corée du Sud
- 2011 : Journey to the unknown, Kunstverein Speyer, Allemagne
- 2012 : Artists from Germany, Gallery of Soka University, Aliso Veijo, California, États-Unis
- 2013 : Passages, Galerie François Mansart, Paris, France
- 2013 : Shades of Light Galerie Raphael Rigassi, Bern, Suisse
- 2014 : Lebenszeichnen Galelerie Cascade Artspace, Kehl, , Allemagne avec Jürgen Brodwolf, Xhou Brothers
- 2014 : Neue Arbeiten aus der Werkserie ‚Passagen‘ Galerie Doris Hölder, Ravensburg, Allemagne
- 2015 : Métropolis - Visuelle Symphonie, Photo-, Video- et Soundinstallation.  Cathédrale St.Johannes Nepomuk à Kehl, Allemagne
- 2016 : Le ciel - l´avion - les filles, Galerie François Mansart, Paris, France
- 2016 : Transitions, Museum Villa Haiss, Zell a.H. Allemagne

## Livres
- Fotografie aus Bahia, Bonfin ed., Salvador Bahia 2003,  (ISBN 3-00-016579-7).
- Ethiopian Experiences, 2005.
- Ethiopia with different eyes. Fotografie des äthiopischen Alltags, Goethe-Institut, Addis Abeba, Frankfurt am Main 2008, (OCLC 612537021).
- Tilmann Krieg, fotografische Arbeiten, Villa Haiss, Museum für zeitgenössische Kunst, 2009.
- Bühl. Das Stadt-Bilderbuch, Stadt Bühl, Bühl 2011,  (ISBN 978-3-00-034560-9).
- Passages, Galerie François Mansart, Paris, 2013.
- BAALnovo, 10 Jahre grenzüberschreitende Theaterarbeit,  (ISBN 978-3-946192-00-8)